# Karl Wenzel (Maler, 1887)

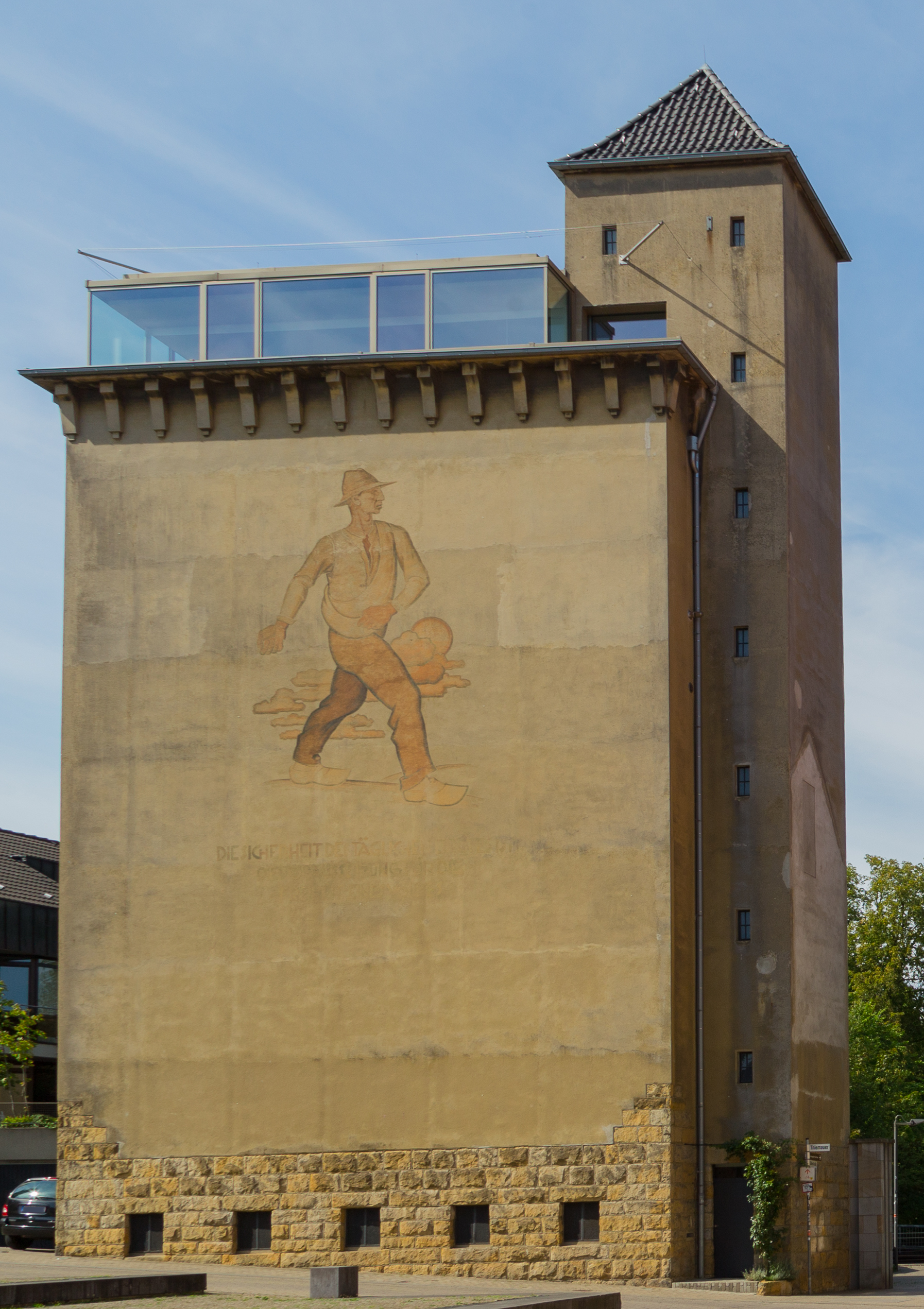
Silo der Emsmühle mit Sämann, gemalt von Karl Wenzel

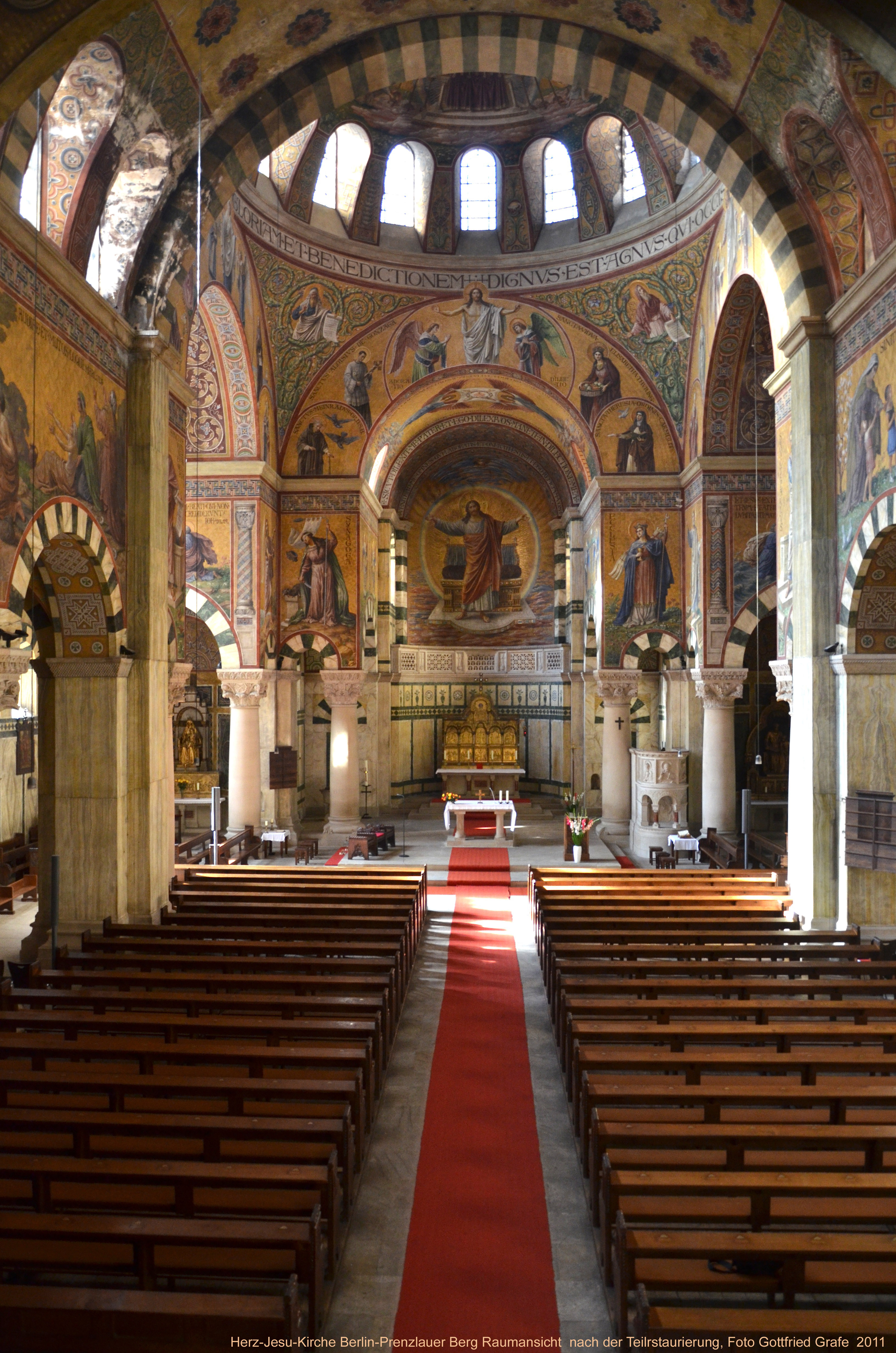
Herz-Jesu-Kirche Berlin-Prenzlauer Berg, 1926–1928 von Karl Wenzel vollendete Ausmalung der ab 1911–1913 in der Apsis, dem Chor und der Vierung begonnenen Arbeit seines Lehrers Friedrich Stummel

Karl Wenzel (* 27. Februar 1887 in Ibbenbüren; † 27. September 1947 in Kevelaer) war ein deutscher Maler, Kirchenmaler, Musiker und Schriftsteller.

## Leben
Wenzel war ein Sohn des Porträt- und Landschaftsmalers Ludwig Wenzel (1852 bis 1920) und verbrachte seine Jugend in Rheine, wo sein Vater als Kirchenmaler tätig war. Von 1906 bis 1914 war er nach seiner Gymnasialzeit Schüler von Friedrich Stummel in Kevelaer. Sein Vater malte in der Stadtkirche St. Dionysius (ehemalige Sakristei, heute als Wort-Gottes-Kapelle offen für Besucher) und Wenzel arbeitete in der St. Antonius Basilika (Taufkapelle) und in der Marienkapelle und anderen Kirchen. Im Jahr 1915 wurde seine Tochter Gerte geboren. Er unternahm Studienreisen nach Deutschland, in die Schweiz, die Niederlande und Berlin.
Ab 1916, mitten im Ersten Weltkrieg, wirkte Wenzel als freischaffender Künstler. 1932 war er als Vorsitzender des Künstlerbundes Organisator einer Kunstausstellung einheimischer Maler in Kevelaer. In den 1930er- und 1940er-Jahren wandte er sich der profanen Malerei zu. Seine naturalistische Arbeit und „völkischer Malstil“, der inhaltlich und formal den Kunstvorstellungen des Nationalsozialismus entsprach, fanden großen Anklang. Ab 1937 erfolgen Ausstellungen mit Aquarellen und Radierungen im Folkwang-Museum der Künstler aus dem Gau Essen, in Rheine und Kevelaer. 1943 war er mit mehreren Ölbildern in einer Ausstellung im Münchener Haus der Deutschen Kunst vertreten.
In der Nachkriegszeit initiierte Wenzel 1947 die „Große Kunstausstellung“ in Kevelaer. In dem Ort wirkte er als Vorsitzender des Kevelaerer Künstlerbundes.
Wenzel hat viele westfälische, niederrheinische, holländische und Berliner Kirchen ausgemalt. In Kevelaer gingen Werke im Zweiten Weltkrieg durch Bomben und Plünderung verloren. Zu den erhaltenen Arbeiten zählen die Wandgemälde in der Herz-Jesu-Kirche (Berlin-Prenzlauer Berg), der Rosenkranz-Basilika (Berlin-Steglitz), der Kirche Unsere Liebe Frau in Lourdes in Mariënvelde in Oost Gelre und der 1937 gemalte 7 Meter hohe Sämann im Silo, ein Wandgemälde am Silo der Emsmühle in Rheine. Der künstlerische Nachlass von Karl Wenzel befindet sich in den Städtischen Museen Falkenhof-Museum und Museum Kloster Bentlage in Rheine.

## Ehrungen
- Im sogenannten „Künstlerviertel“ von Kevelaer wurde die Karl-Wenzel-Straße nach ihm benannt.[3]
- Im Januar 1967 fand eine Ausstellung von Grafik und Bildern von Karl W. Wenzel in Kevelaer statt. Acht gerahmte Bilder in Aquarell und Mischtechnik aus der „Städte-Serie“ sowie vier Radierungen befinden sich im Besitz des Museums in Kevelaer.[4]